# Palaeotorymus aciculatus
Palaeotorymus aciculatus är en stekelart som beskrevs av Charles Thomas Brues 1910. Palaeotorymus aciculatus ingår i släktet Palaeotorymus och familjen gallglanssteklar. Inga underarter finns listade i Catalogue of Life.